# 任容萱
任容萱（1988年11月22日—），臺灣演員、歌手，出生於臺北市士林區。16歲擔任元衛覺醒《夏天的風》MV女主角而亮相娱樂圈，為S.H.E團員任家萱的妹妹。2009年參與《終極三國》演出，正式出道；2013年參演了《我的自由年代》；2015年在《聽見幸福》中一人分飾兩角，同年演藝事業轉往中國大陸發展。

## 演出作品

### 電視劇／網路劇
| 年份   | 電視台                           | 劇名                       | 角色                 |
| 2009年 | 民視／八大                       | 《終極三國》               | 貂蟬                 |
| 2011年 | 中視／公視                       | 《珍愛林北》               | 林千羽               |
| 2011年 | 台視主頻、三立都會台             | 《勇士們》                 | 王小桃               |
| 2011年 | 八大／華視                       | 《為愛固執》               | 丁以紫               |
| 2013年 | 三立、東森綜合台                 | 《我的自由年代》           | 林嘉恩               |
| 2014年 | 中視HD台                         | 《七個朋友》               | 屈心彤               |
| 2014年 | 中國大陸                         | 《青春風暴》               | 舒品凡               |
| 2015年 | 台視主頻、三立都會台             | 《聽見幸福》               | 梁洛涵／陳禹希       |
| 2015年 | 騰訊視頻、中視數位台、中天綜合台 | 《超級大英雄》             | 莫涵                 |
| 2015年 | 山东卫视、黑龙江卫视             | 《背着奶奶进城》           | 钟雨萱               |
| 2017年 | 浙江卫视、北京卫视               | 《深夜食堂》               | 杨颖                 |
| 2020年 | 台視主頻、八大綜合台             | 《覆活》                   | 畢克葳               |
| 2021年 | Netflix                          | 《華燈初上》               | 蕭婉柔               |
| 2021年 | 衛視中文台                       | 《如果花知道》             | 花曉萱.花曉葵.花曉夢 |
| 2023年 | 優酷                             | 《最燦爛的我們》           | 陳斐                 |
| 待播   |                                  | 《我曾爱过你，想起就心酸》 | 吳斯佳               |

### 電影
| 年份   | 片名                      | 角色       | 註解                       |
| 2012年 | 《變羊記》                | 姚洛棻     |                            |
| 2014年 | 《早安，冬日海》          | 薇薇安     | 大陆                       |
| 2016年 | 《他媽²的藏寶圖》         | 陳雅希     | 1月8日上映                 |
| 2016年 | 《神廚》                  | 姜七寶     | 2月5日春節賀歲片，馮凱導演 |
| 2017年 | 《麻煩家族》              | 林叢       | 中國大陆5月11日上映        |
| 2019年 | 《玩命貼圖》              | 沈靈       | 1月11日上映                |
| 2019年 | 《我的第一任》            | 黃克群女友 | 5月17日上映                |
| 2019年 | 《捉妖大仙2》（網絡電影） | 雪女       | 7月4號上映                 |
| 2020年 | 《驚夢49天》              | 劉奕臻     | 6月24號上映                |
| 待上映 | 《遇見下一個你》          | 韓朵朵     | 中國大陆                   |

### 微電影
| 年份   | 劇名               | 角色   |
| 2012年 | 《皇者風范》       | 薇薇   |
| 2013年 | 《本可改變的結局》 | 顧可薇 |

### 綜藝實境節目
| 年份   | 節目               | 備註                                               |
| 2022年 | 《花甲少年趣旅行》 | 與檢場、楊貴媚、涂善存主持第6-8集                  |
| 2023年 | 《TOP DOG》        | 與李宣榕、胡宇威、魏蔓、陳楚河、羅志祥             |
| 2023年 | 《光露營就很忙了》 | 第3、4集嘉賓                                       |
| 2023年 | 《光開門就很忙了》 | 與任家萱任第10、11集嘉賓                           |
| 2023年 | 《山裡來了熊孩子》 | 與庹宗康、坤達、lulu黃路梓茵、粿粿、夏浦洋共同主持 |
| 2025年 | 《花甲少年趣旅行》 | 與曾國城、方芳芳、是元介主持第146-148集            |

### 參演MV
| 年度   | 歌手                                   | 歌名                    |
| 2005年 | 元衛覺醒                               | 《夏天的風》            |
| 2006年 | 張智成                                 | 《痊癒》                |
| 2008年 | 吳建飛                                 | 《偏偏愛上你》          |
| 2008年 | 吳建飛                                 | 《你離開以後》          |
| 2008年 | 黃乙玲                                 | 《酒歌》悲情第一部曲    |
| 2008年 | 黃乙玲                                 | 《感情線》悲情第二部曲  |
| 2008年 | 黃乙玲                                 | 《無情兄》悲情第三部曲  |
| 2009年 | Tank                                   | 《如果我變成回憶》      |
| 2009年 | 強辯樂團                               | 《小心願》              |
| 2011年 | 周傳雄                                 | 《微涼的記憶》          |
| 2011年 | 傅宇昊                                 | 《好的愛》              |
| 2012年 | 陳坤                                   | 《選擇出色》            |
| 2012年 | 鍾鎮濤                                 | 《你是個男人》          |
| 2013年 | 任容萱、AK、傅穎、付辛博、唐振剛、劉忻 | 《北鼻麻吉 Baby Match》 |
| 2014年 | 李祥祥                                 | 《想想我》              |
| 2015年 | 光良                                   | 《未完成的愛情》        |

## 音樂作品

### 單曲
| 發行日期      | 歌曲名稱            | 專輯名稱                              | 備註                                           |
| 2007年8月17日 | 愛在一起            | 唐禹哲《愛我》專輯                    | 與唐禹哲合唱                                   |
| 2009年4月3日  | 小心願              | 強辯之【終極三國】三團鼎立SUPER大鬥陣 | 與強辯樂團合唱                                 |
| 2013年10月9日 | 北鼻麻吉 Baby Match | 電視劇《七個朋友》片頭曲              | 與付辛博、劉忻、陳奕、沈建宏、傅穎、唐振剛合唱 |
| 2013年10月9日 | 摩天輪              | 電視劇《七個朋友》片尾曲              |                                                |
| 2014年        | 青春時光            | 電視劇《青春風暴》主題曲              | 與徐申東、唐熙合唱                             |
| 2014年        | 愛情E大調           | 電視劇《青春風暴》插曲                |                                                |
| 2015年1月23日 | 愛不愛都寂寞        | 《聽見幸福》 電視劇原聲帶             | 分原版和清唱版                                 |
| 2015年1月23日 | 聽見幸福            | 《聽見幸福》 電視劇原聲帶             | 與柯有倫合唱                                   |
| 2015年        | 戀愛流感            | 電視《超級大神探》 片尾曲             |                                                |
| 2016年        | 再一次              | 電影《他媽²的藏寶圖》 插曲            | 與張育群合唱                                   |
| 2021年        | 你好，冤家          | 網絡劇《皎若雲間月》插曲              | 與李唯楓合唱                                   |

## 獎項紀錄

### 獎項紀錄
| 年份 | 名稱          | 獎項                   | 作品                             | 結果 |
| ---- | ------------- | ---------------------- | -------------------------------- | ---- |
| 2014 | 第3屆華劇大賞 | 最佳接吻獎             | 《我的自由年代》（與李國毅）     | 提名 |
| 2014 | 第3屆華劇大賞 | 最佳催淚獎             | 《我的自由年代》（與李國毅）     | 提名 |
| 2014 | 第3屆華劇大賞 | 最佳螢幕情侶獎         | 《我的自由年代》（與李國毅）     | 獲獎 |
| 2014 | 第3屆華劇大賞 | 最佳女演員獎           | 《我的自由年代》                 | 提名 |
| 2015 | 第4屆華劇大賞 | 最佳接吻獎             | 《聽見幸福》（與王傳一）         | 提名 |
| 2015 | 第4屆華劇大賞 | 最佳催淚獎             | 《聽見幸福》（與苗可麗、徐浩軒） | 提名 |
| 2015 | 第4屆華劇大賞 | 最佳螢幕情侶獎         | 《聽見幸福》（與王傳一）         | 提名 |
| 2015 | 第4屆華劇大賞 | 最佳女演員獎           | 《聽見幸福》                     | 提名 |
| 2024 | 第59屆金鐘獎  | 益智及實境節目主持人獎 | 《山裡來了熊孩子》               | 提名 |

## 外部連結
- 任容萱的Facebook專頁
- 任容萱的Instagram帳戶
- 容容任容萱的新浪微博
- YouTube上的任容萱 Lorene Jen頻道
- 任容萱在互联网电影资料库（IMDb）上的資料（英文）
- 任容萱在台灣電影網上的資料（繁體中文）
- 任容萱在香港影庫上的簡介
- 任容萱在豆瓣上的资料（简体中文）
- 任容萱在时光网上的簡介（简体中文）
- 娛樂線官方部落格 （页面存档备份，存于）
- 痞客邦個人相簿